# Amilcar
Amilcar (Амількар) — французький виробник автомобілів. Штаб-квартира розташована в місті Сен-Дені. У 1931 році компанію купує фірма Sofia, а у 1937 році — компанія Hotchkiss. У 1940 році компанія припинила виробництво автомобілів.

## Заснування компанії

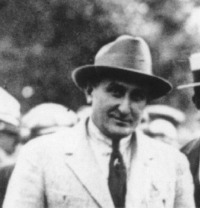
Жозеф Ламі

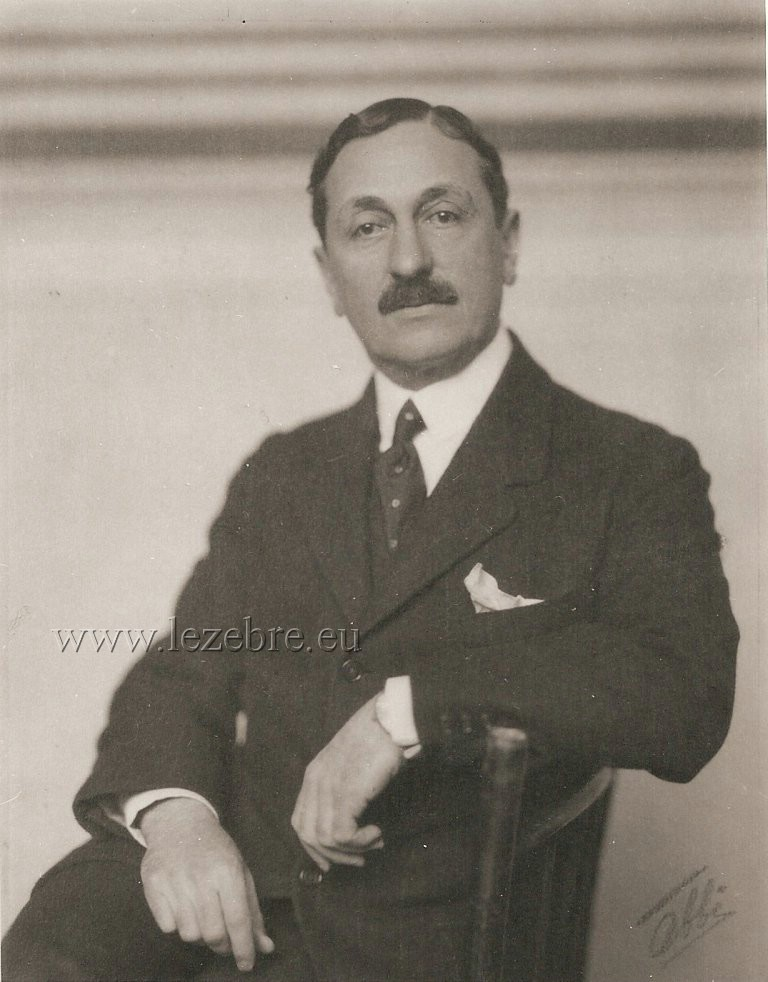
Еміль Акар

Фірму заснували у липні 1921 року Жозеф Ламі та Еміль Акар. Компанія спочатку розташовувалася в XI окрузі Парижа, в будинку 34 на вулиці Шмен-Вер. Однак незабаром наявної площі стало недостатньо, і в середині 1924 року завод перейшов на північ, у передмістя Сен-Дені.
Головним конкурентом Amilcar була створена того ж року фірма Salmson. Гостре суперництво було тривалим, досі історики сумніваються, хто ж з них створював кращі машини. Обидві фірми випускали майже однакові автомобілі — легкі й низькі спортивні машини малих класів.
Назва Amilcar є анаграмою, тобто словом, складеним шляхом перестановки букв інших слів, в цьому випадку використовувалися прізвища її засновників — Ламі (Lamy) і Акара (Akar).

## Початок виробництва автомобілів

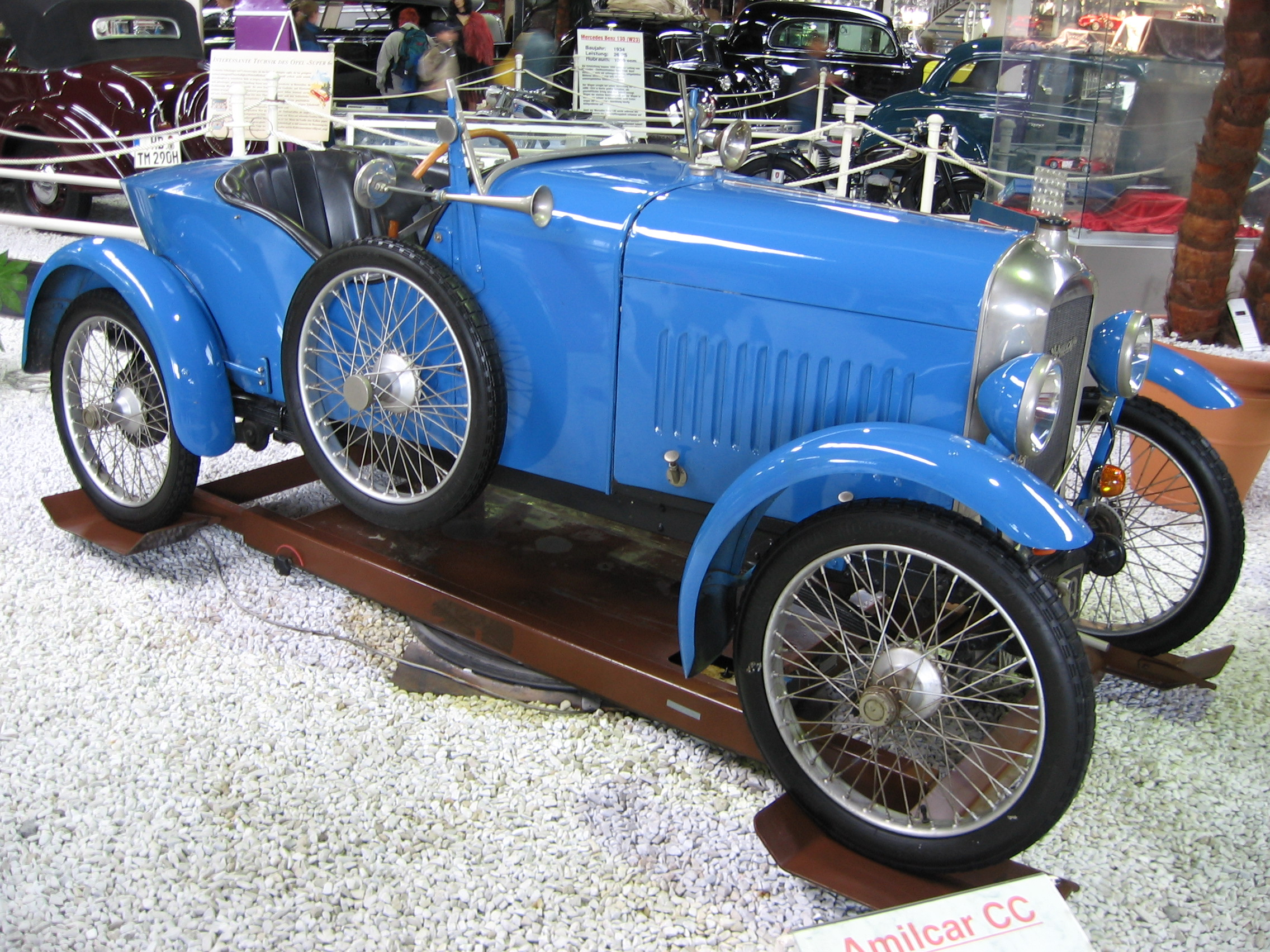
Amilcar CC

Першим виробом компанії стала представлена на Паризькому автосалоні в жовтні 1921 року двомісна мотоколяска CC (4-циліндровий нижньоклапанний двигун (з бічним розташуванням клапанів), об'ємом 903 см3, 3-швидкісна коробка передач, колісна база — 2320 мм, максимальна швидкість — 75 км/год). Візуальна схожість з автомобілями марки Le Zèbre пояснювалася тим, що там раніше працював один із конструкторів Amilcar, Едмон Моє.
На популярність цієї моделі (і деякі особливості наступних конструкцій) вплинула тодішня податкова політика (фіксований податок, встановлений відповідно до закону від 30 липня 1920 року в розмірі 100 франків на рік за двомісний автомобіль з сухою вагою, що не перевищувала 350 кг, і об'ємом двигуна не більше 1100 см3). Цей закон діяв до 1925 року.

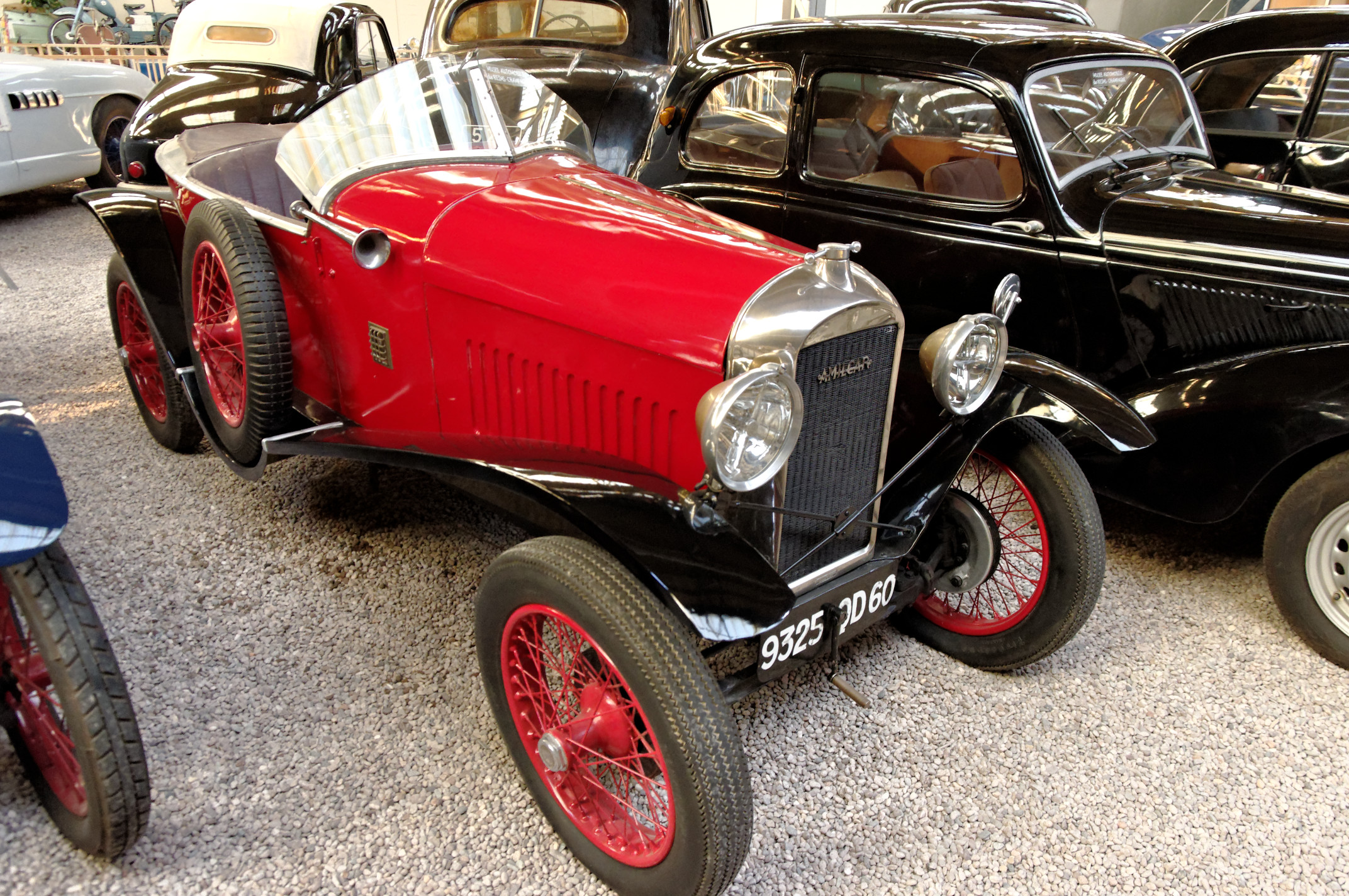
Amilcar C4

Автомобіль під назвою CO був випущений в 1922 році, приблизно через рік після заснування підприємства. Машина виглядала як купе в спортивному стилі, важила приблизно 350 кг, а її мотор, об'ємом 0,9 літра, розвивав потужність до 18 к.с.. Автомобіль користувався підвищеним попитом через низьку вартість й успішно продавався 3 роки.

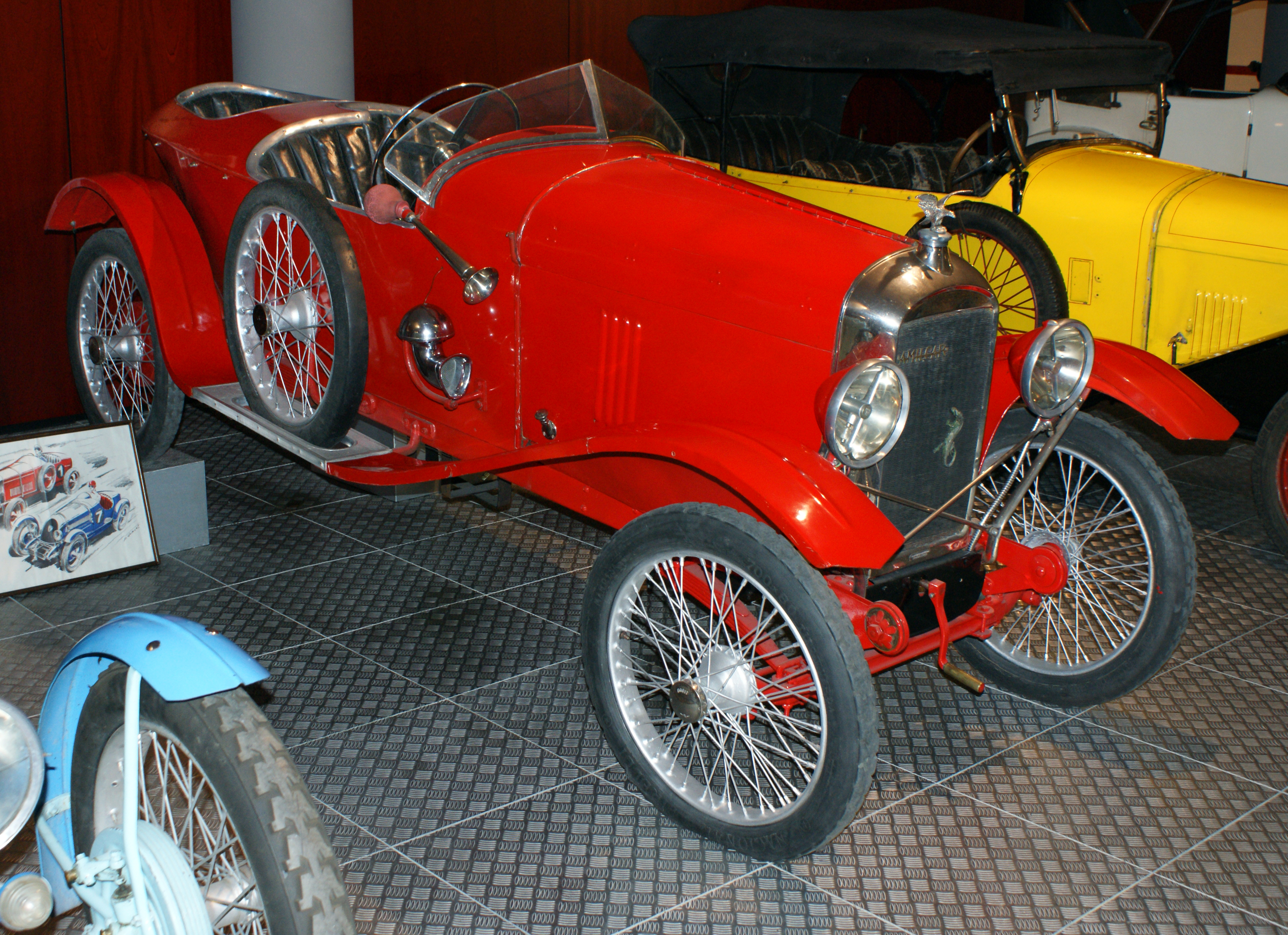
Amilcar CS

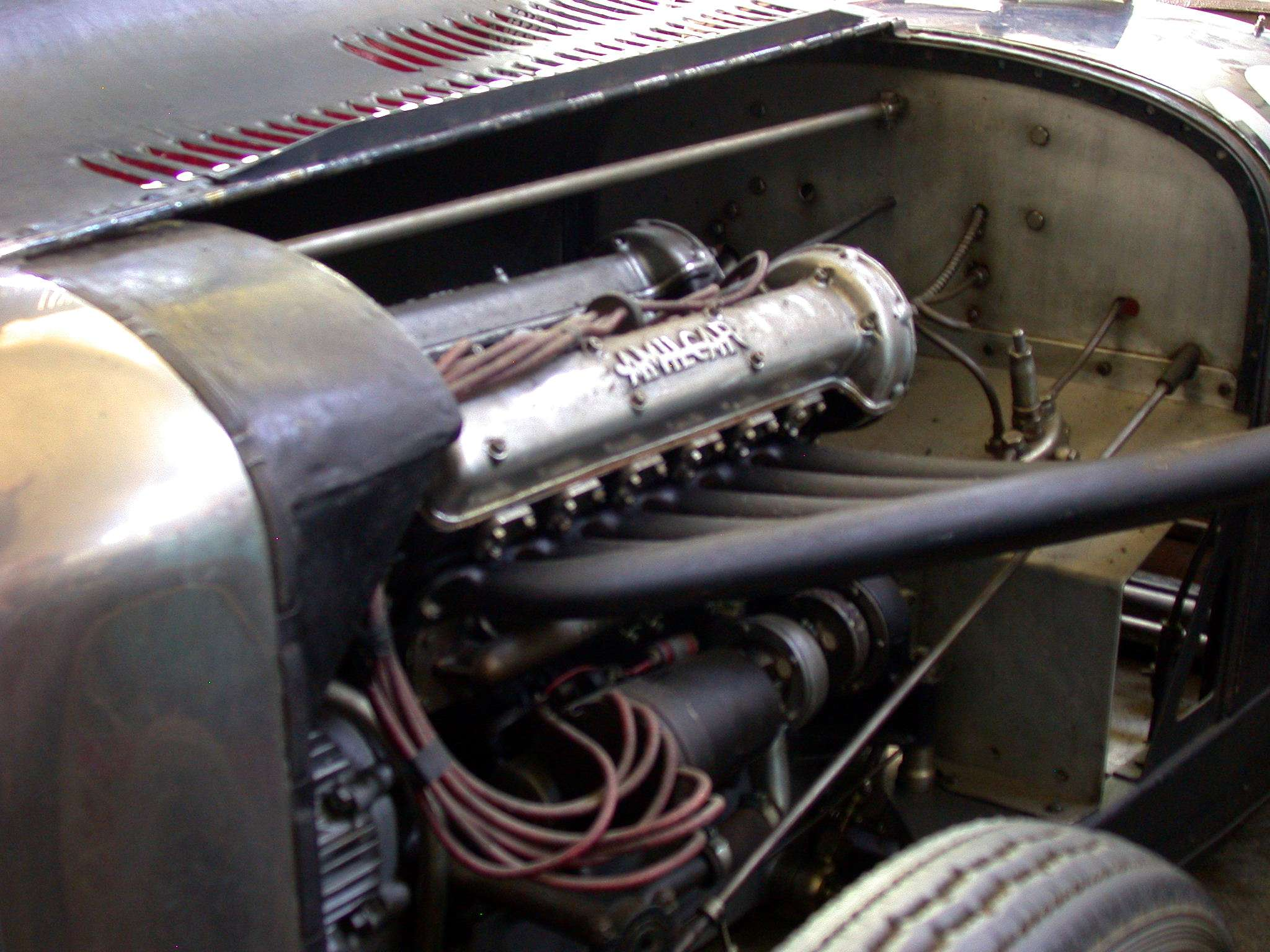
Двигун Amilcar CO

Потім було розпочато виробництво двох нових моделей: спортивна CS з короткою колісною базою і 4-місна сімейна C4, обидві з мотором, об'ємом 1004 см3, із системою змащення розбризкуванням.

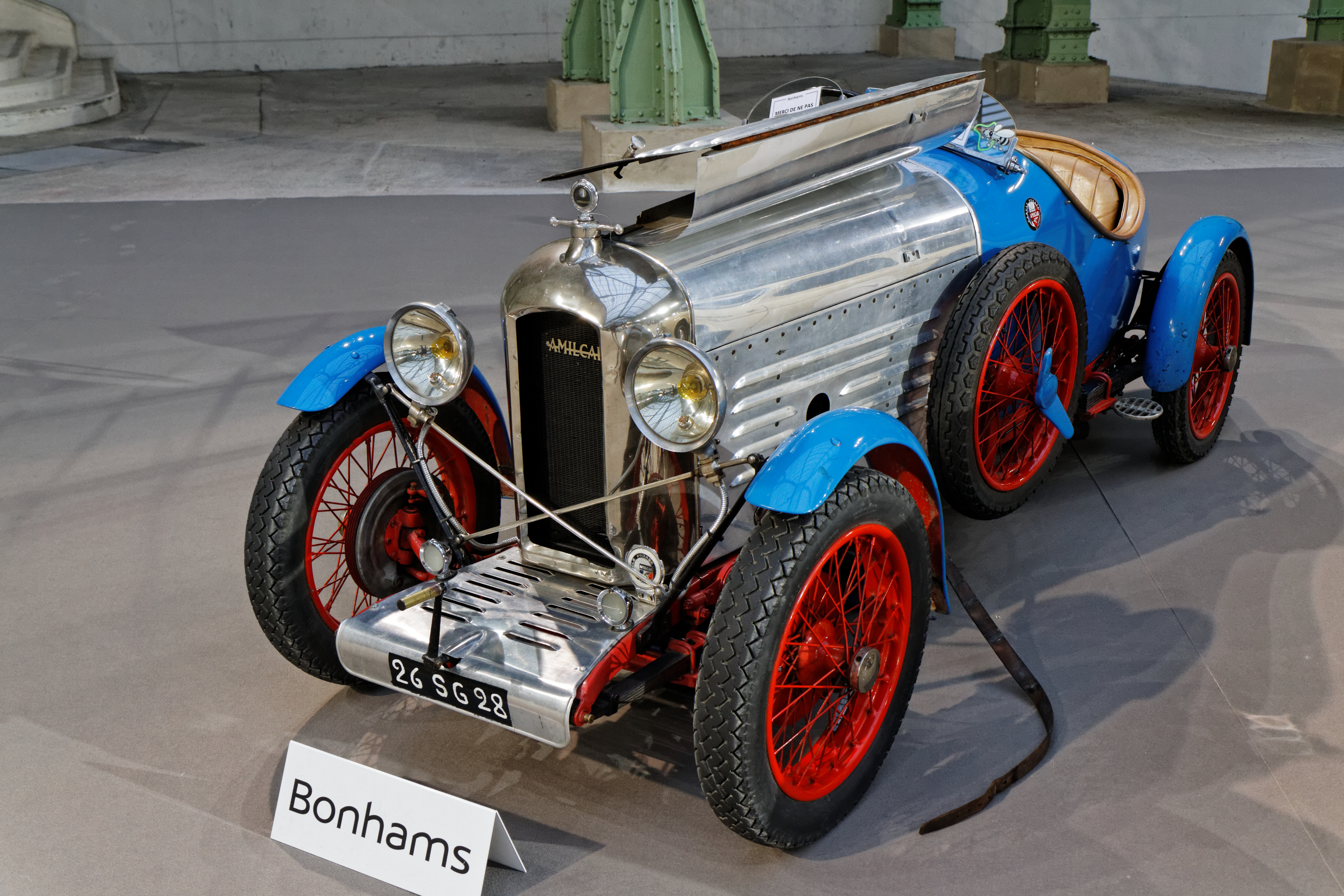
Amilcar CGS

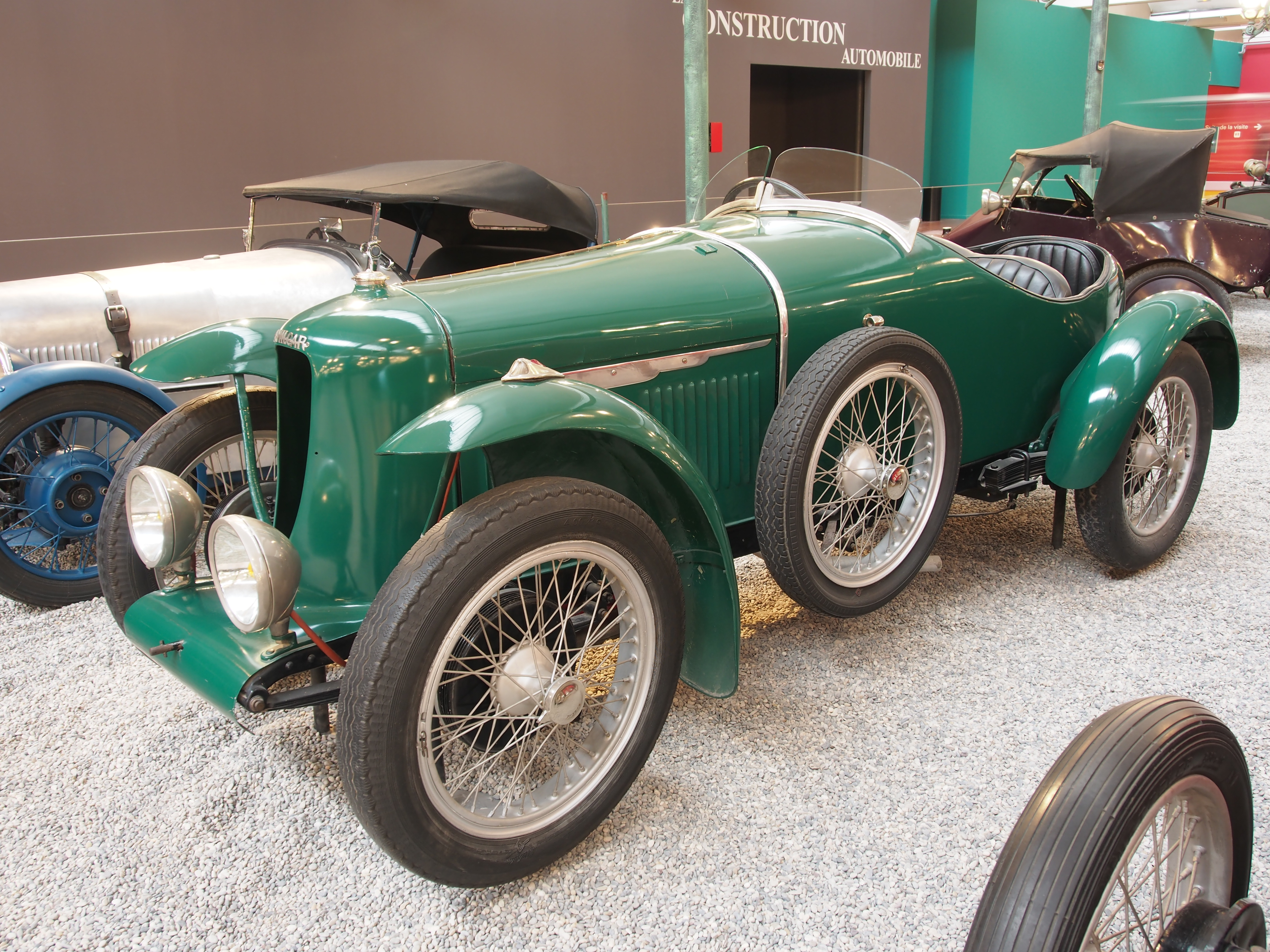
Amilcar CGSS

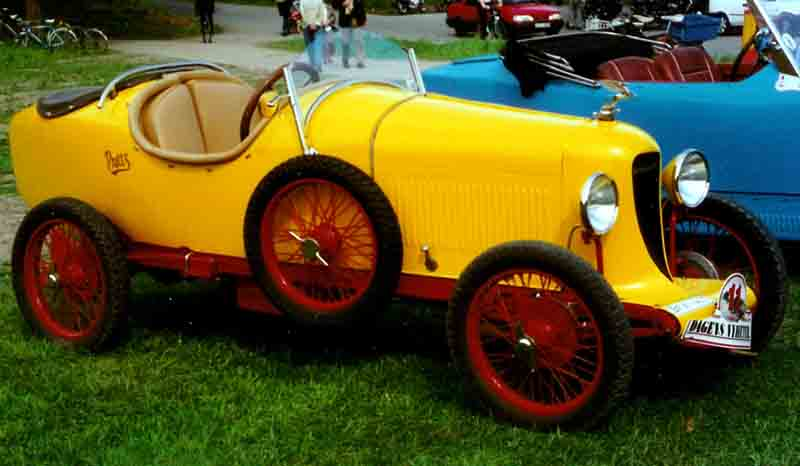
Amilcar CGS3

Однією з найвідоміших стала модель CGS («Châssis Grand Sport»), що дебютувала на автосалоні 1923 року, з двигуном, об'ємом 1074 см3, приводом гальм на всі колеса (власної розробки) і, в силу обмежень по вазі, без диференціала. Ця модель і випущена трьома роками пізніше її поліпшена версія CGSS («Châssis Grand Sport Surbaissé») за ліцензією виготовлялися також в інших країнах під марками:
- Австрія: 1922—1927 — Grofri, а також 1924—1925 — Österreichische Amilcar-Automobil

- Німеччина: 1924—1927 — Pluto
- Італія: 1925—1928 — Amilcar Italiana. Завод в Лекко, відкритий за договором з Мео Константіні і Еудженіо Сільвані (щомісячний випуск близько 100 машин), в 1927 році був переданий веронській компанії Società Industriale Lombardo Veneta Automobili (SILVA), що продовжувала виробництво до 1929 року, поки переваги Fiat 509 не змусили закритися.

У 1928 році дебютувало нове покоління машин Amilcar, що складалося з різних модифікацій, які протрималися на ринку до 1935 року.

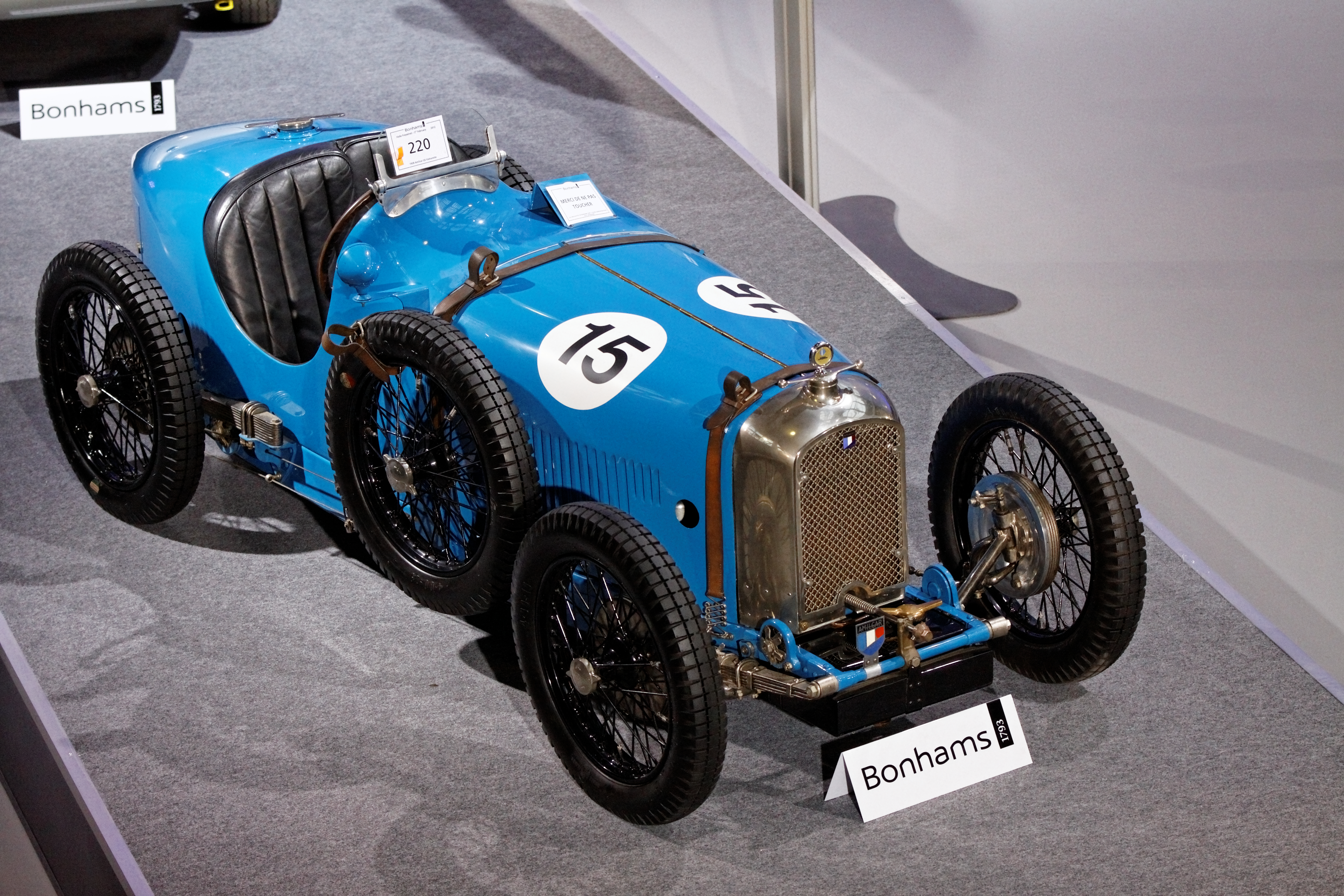
Amilcar C6

На початку-середині 1920-х років Amilcar активно брав участь в різних автомобільних змаганнях, честь компанії захищав відомий гонщик Андре Морель. 1922 року він здобув перемогу в гонці Bol d'or (і посів 2-ге місце в 1925 році). Гоночні версії серійних авто були оснащені 1100-кубовим двигуном з двома розподільними валами в головці циліндрів, наддувом і з роликовими підшипниками колінчастого вала. На доопрацьованому подібним чином автомобілі C6 Андре Лефевр в 1927 році виграв у ралі Монте-Карло. Головним суперником в спорті виявилася компанія Salmson, її перевагу забезпечували досконаліші двигуни. Чергову перемогу в Bol d'or Amilcar вдалося здобути лише в 1933 році (гонщик Жан де Габарді), востаннє в історії фірми.

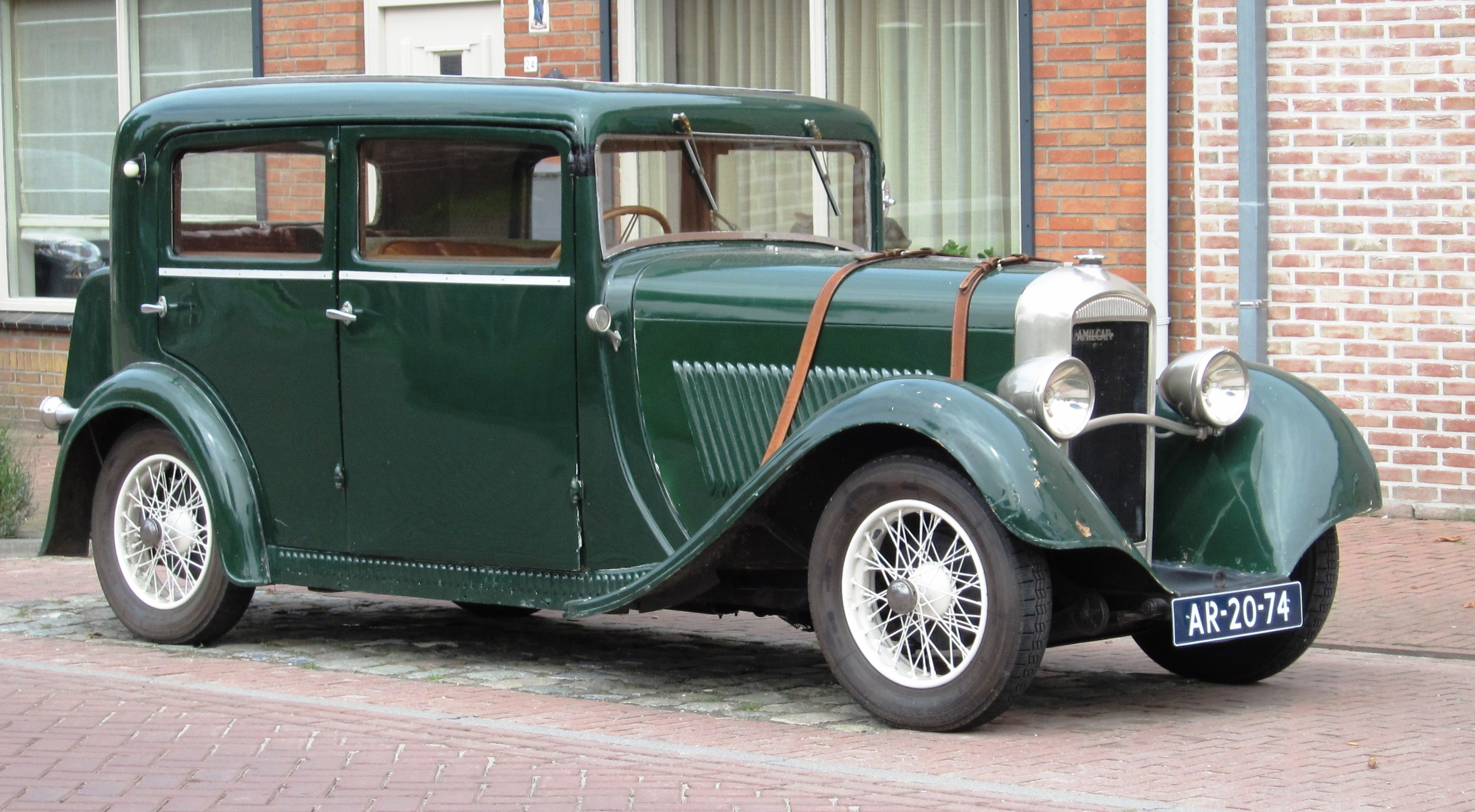
Amilcar M2

Основними споживачами автомобілів Amilcar були бутлегери та гангстери. Їх приваблювала низька маса автомобіля разом із його місткістю і динамікою. Станом на 1939 рік було реалізовано близько 7000 штук моделей M-Type 3 і M-Type 1.
Наприкінці 1920-х років компанія вирішила дещо розширити свій асортимент, переходячи від випуску економічних малолітражок і спортивних машин до «звичайних» автомобілів, але особливого успіху не добилася.
Так, наприклад, в 1925 році було розпочато виробництво турера Amilcar G, а в 1928 році — аналогічного Amilcar M з двигуном в 1200 см3, за ним вийшли моделі M2, M3 і M4. Випуск цієї серії, який збігся з періодом фінансової кризи, тривав до 1934 року, а продаж — до 1935 року.

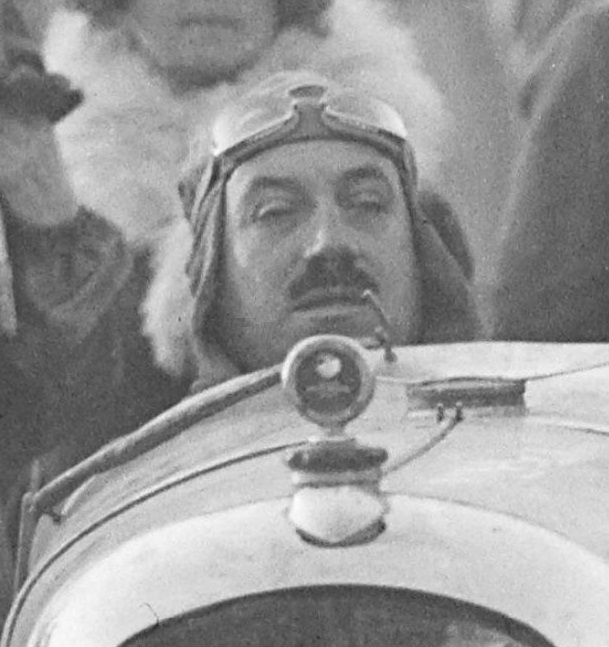
Андре Морель за кермом Amilcar

У тому ж 1928 році була запущена модель C8 з рядним 8-циліндровим 2,3-літровим двигуном, що виявилася не особливо надійною і тому швидко знятою з виробництва, її випуск склав всього кілька сотень екземплярів.

## Amilcar у власності компанії Sofia
Засновникам компанії, які дедалі більше відходили від керуванням бізнесом, в 1931 році довелося укласти угоду з Андре Бріе і Марселем Се, які очолювали фірму Sofia (Societe financiere pour l'automobile), в силу якої після економічної кризи початку 1930-х років Amilcar втратив самостійність, хоча і продовжив виробництво автомобілів під своєю споконвічною маркою. Показово, що Се до свого звільнення в січні 1929 року саме працював на керівних посадах в Amilcar і, таким чином, знав компанію зсередини.

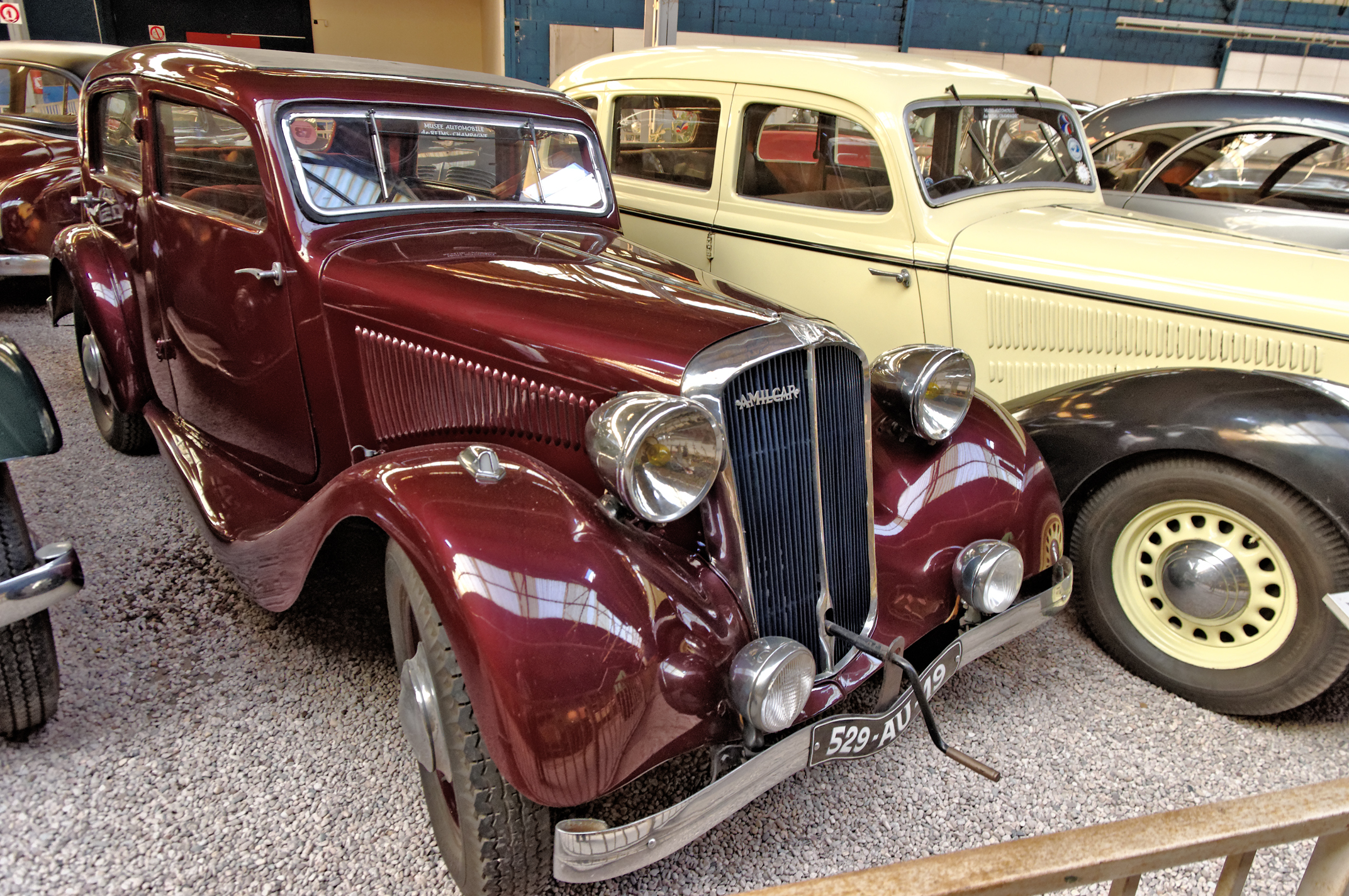
Amilcar Pégase

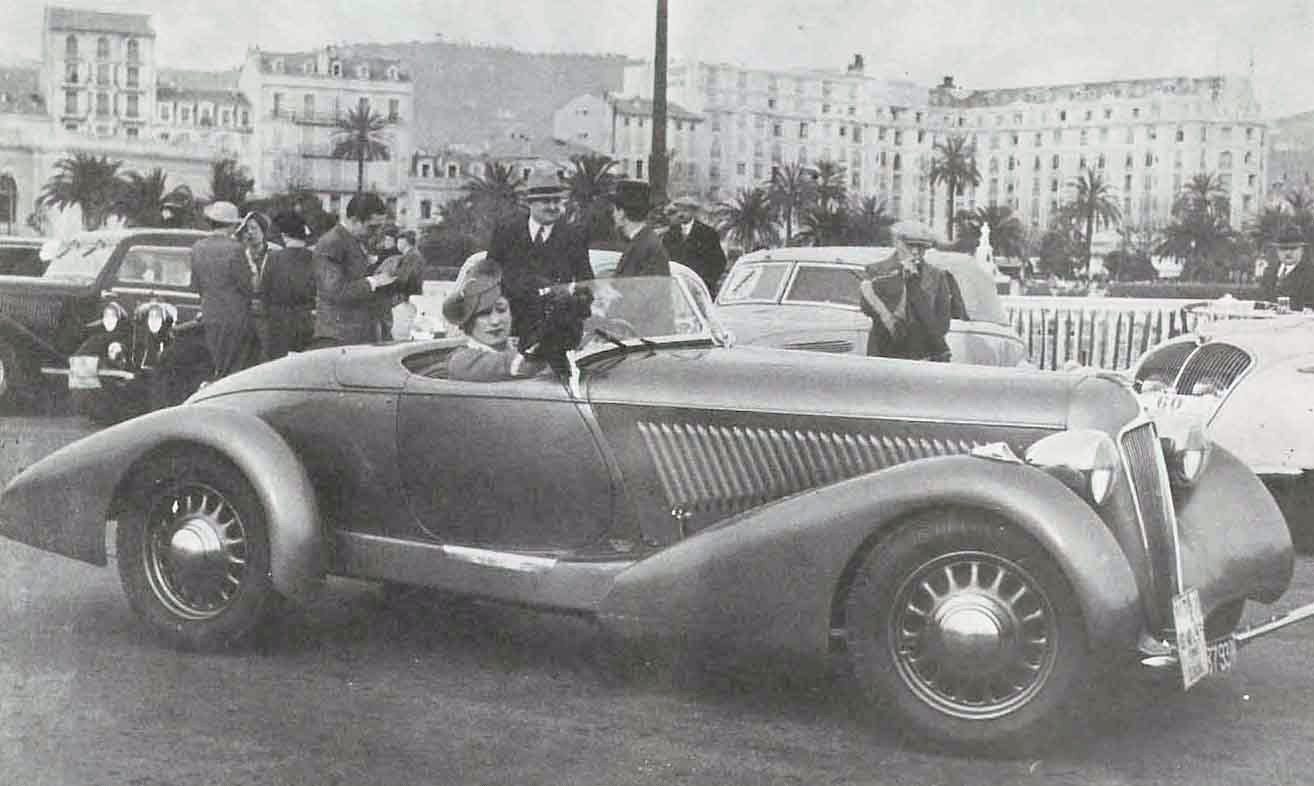
Amilcar Pégase Racer

Однак, перехід до нових власників не вирішив проблем з фінансами, і вже наприкінці серпня 1934 року довелося закрити завод в Сен-Дені. Була потрібна якісно нова модель, якою став представлений в жовтні 1934 року Amilcar Pégase з 2150-кубовим (12CV) 4-циліндровим двигуном від Delahaye. У Pégase була і гоночна версія з мотором, об'ємом 2490 см3 (14CV).

## Amilcar у власності компанії Hotchkiss
У жовтні 1935 року був припинений випуск малолітражних машин і Pégase, що виготовлявся заводом в Булонь-Біянкурі, залишився єдиною моделлю, яку представила компанія. Тепер уже її нове керівництво було змушене шукати підтримки, яка була знайдена у фірми Hotchkiss, що незадовго до описуваних подій купила велику кількість акцій холдингу Sofia.
У власних проблем Hotchkiss було частково політичне коріння: збройові заводи, які приносили чималі прибутки, виявилися націоналізовані лівим урядом Леона Блюма; а з іншого боку, серед виробників автомобілів середнього класу було занадто багато успішніших конкурентів, які пропонували, наприклад, Peugeot 402 і Citroën Traction Avant.

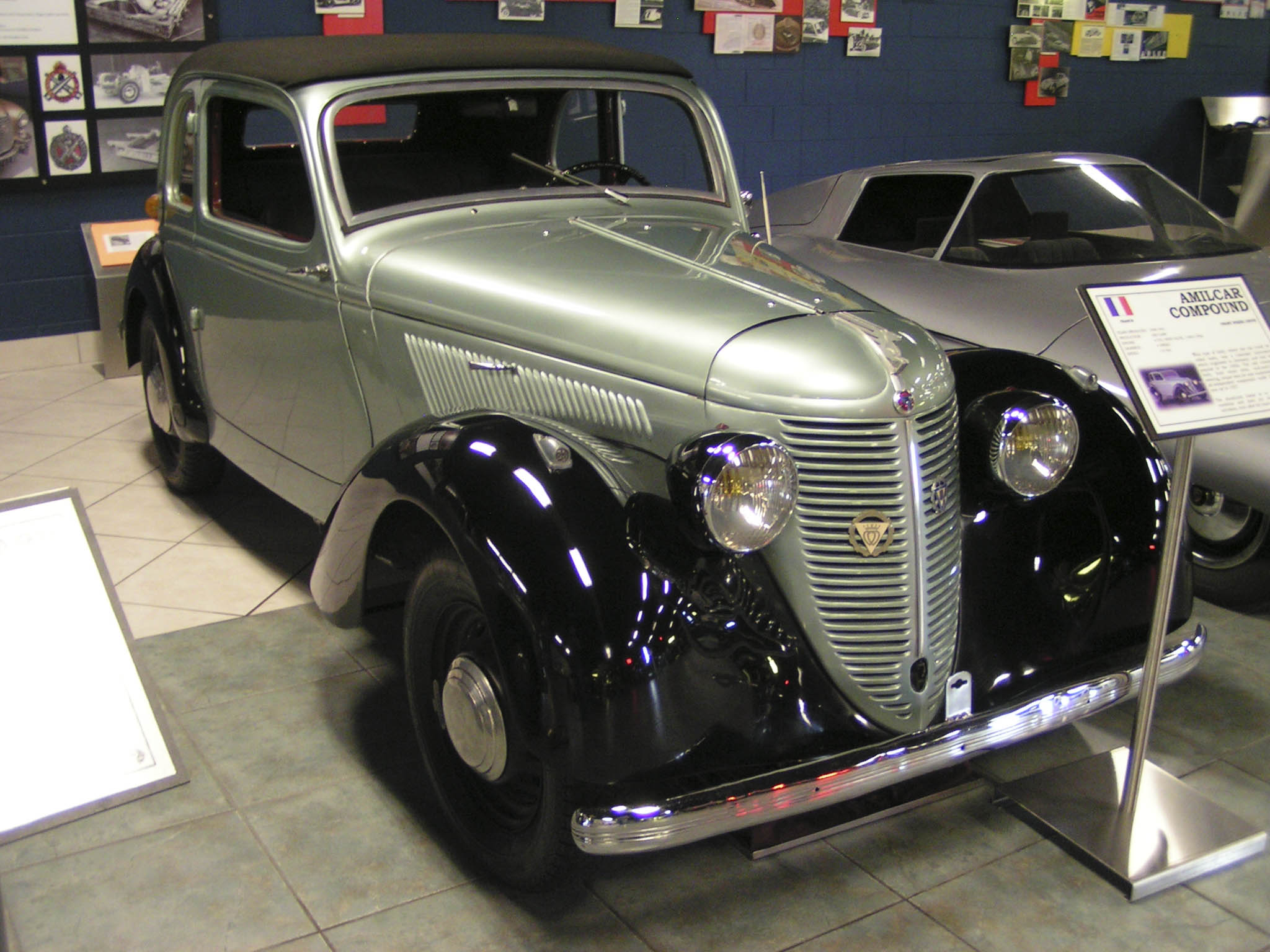
Amilcar Compound

Керівник автомобільного відділу Hotchkiss Генрі Манн Ейнсуорт підготував до випуску запропонований конструктором Жаном-Альбером Грегуаром багатообіцяючий прототип (що на той момент використовував базу від машини Adler) легкого сімейного автомобіля класу 7CV. Цей автомобіль за результатами угоди про злиття з Hotchkiss став називатися Amilcar Compound.

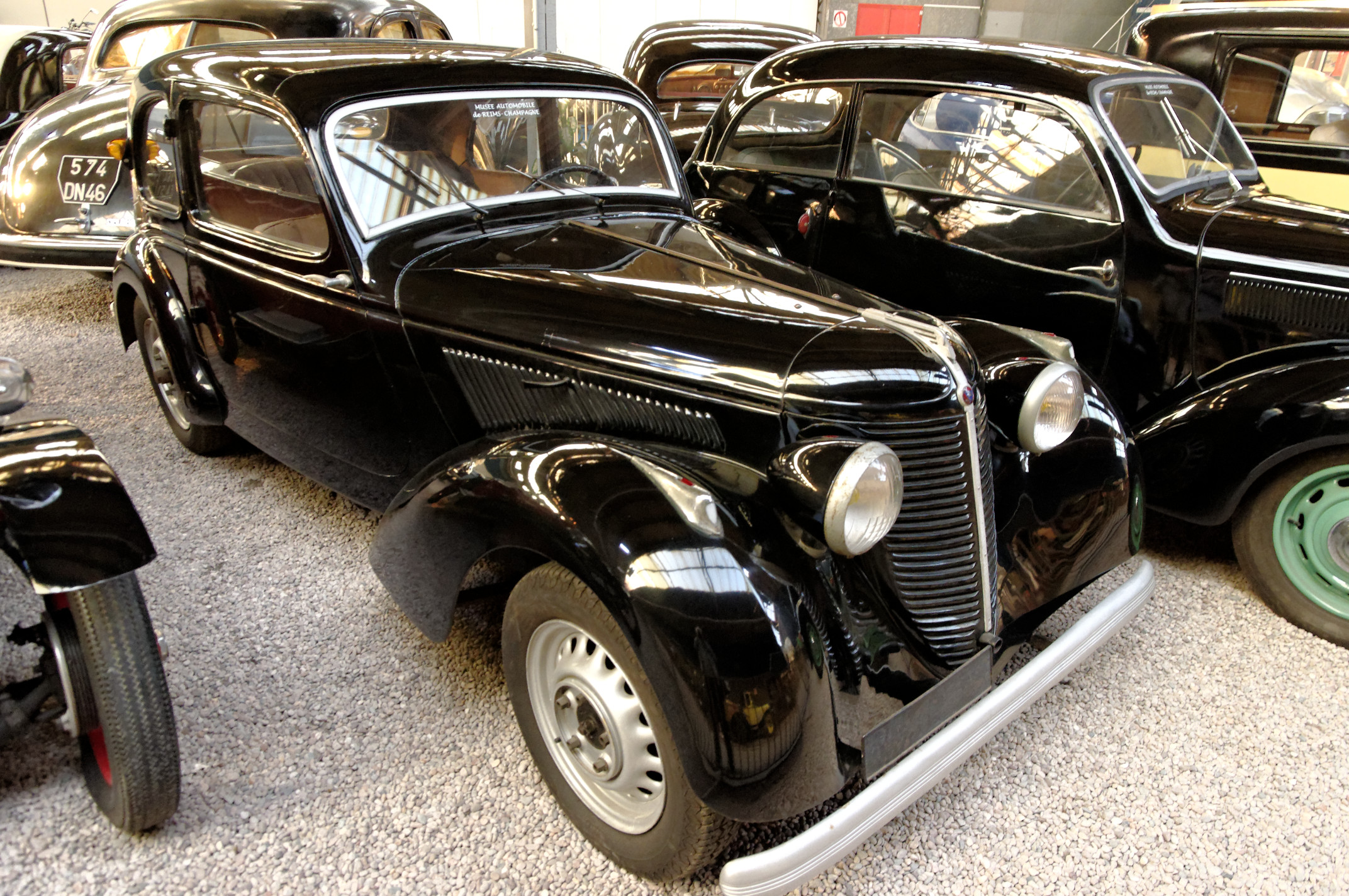
Amilcar Compound Coach

Передньопривідний Compound з несучим легкосплавним кузовом і незалежною підвіскою дещо випередив можливості свого часу, тому його випуск почався лише в жовтні 1937 року і склав лише 584 (з 681) автомобілів, випущених по 1939 рік, і ще 64 примірника встигли вийти з заводу до початку німецького наступу в травні-червні 1940 року.

## Припинення виробництва автомобілів. Закриття компанії
Випробування поліпшеної версії цієї моделі (з двигуном, об'ємом 1340 см3 замість 1185) тривали все літо 1939 року, а в жовтні вона мала постати перед публікою Паризького автосалону. Однак, салон був скасований, а початок серійного випуску було відкладено, як виявилося згодом — назавжди.
Під впливом умов Другої світової війни керівництву довелося забути про серійний випуск спорткарів і перейти на виробництво вантажного транспорту для військових потреб. 1941 року Amilcar завершила своє існування. Після війни його діяльність не поновлювалася.

## Ісідора Дункан
Любов Ісідори Дункан до хвилястих шарфів була причиною її смерті 1927 року в автомобільній катастрофі у Ніцці, Франція. Знаменита американська танцівниця була пасажиром в Amilcar CGSS, коли її шовковий шарф заплутався навколо відкритих спицьованих коліс і задньої осі, зламавши їй шию.

## Список легкових автомобілів Amilcar
- 1921 — Amilcar CC
- 1922 — Amilcar CO
  - Amilcar C4
  - Amilcar CS
- 1924 — Amilcar E
  - Amilcar CGS
  - Amilcar CGS3
- 1925 — Amilcar G
- 1926 — Amilcar CGSS
- 1927 — Amilcar C6
  - Amilcar L
  - Amilcar J
- 1928 — Amilcar M
  - Amilcar C8
  - Amilcar M2
  - Amilcar M3
  - Amilcar M4
- 1930 — Amilcar CS8
- 1934 — Amilcar Pégase
- 1938 — Amilcar Compound